# Rahumäe
Rahumäe is een subdistrict of wijk (Estisch: asum) binnen het stadsdistrict Nõmme in Tallinn, de hoofdstad van Estland. De wijk telde 3.055 inwoners op 1 januari 2020. De oppervlakte bedraagt 1,62 km²; de bevolkingsdichtheid is dus bijna 1.900/km². De naam betekent ‘Vredesberg’.
De wijk grenst vanaf het noorden met de wijzers van de klok mee aan de wijken Mustamäe, Järve, Liiva, Männiku en Nõmme.

## Geschiedenis

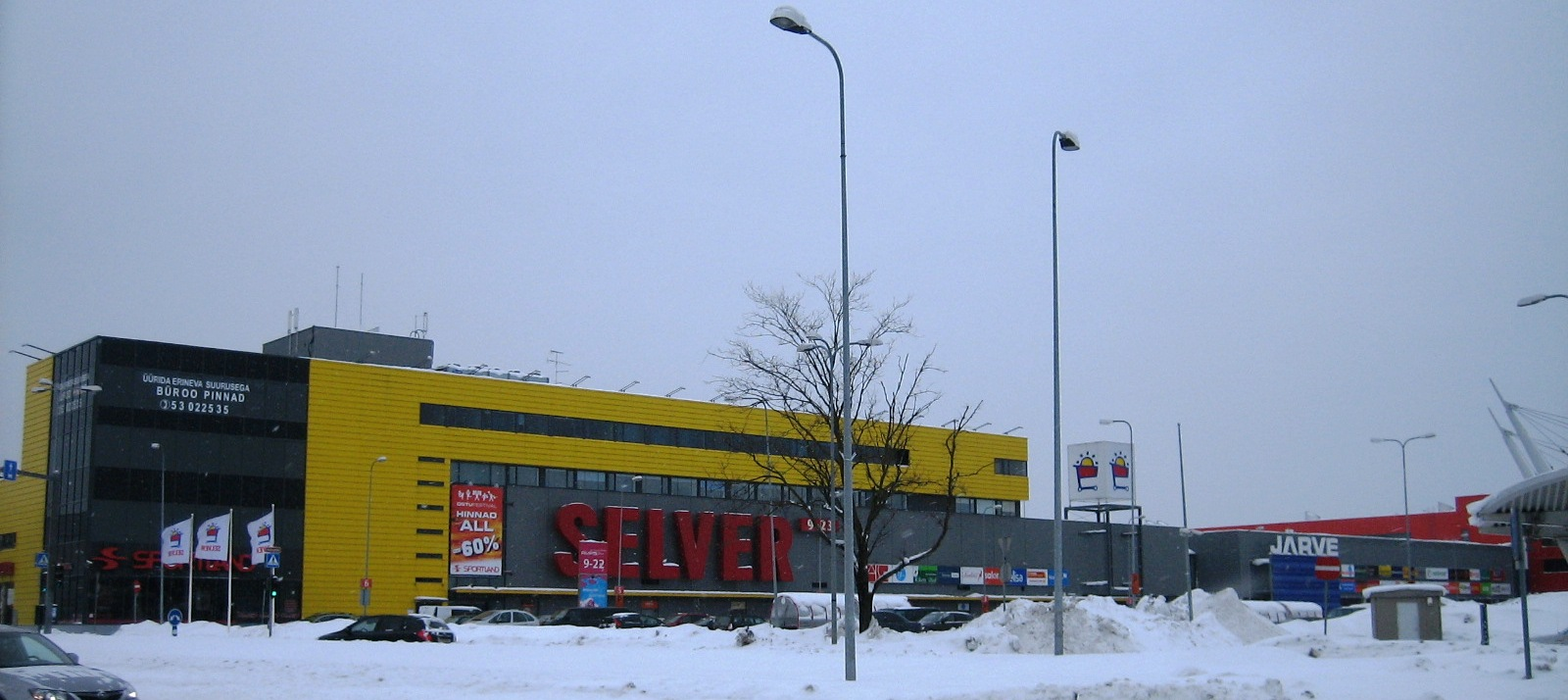
Het winkelcentrum Järve Keskus

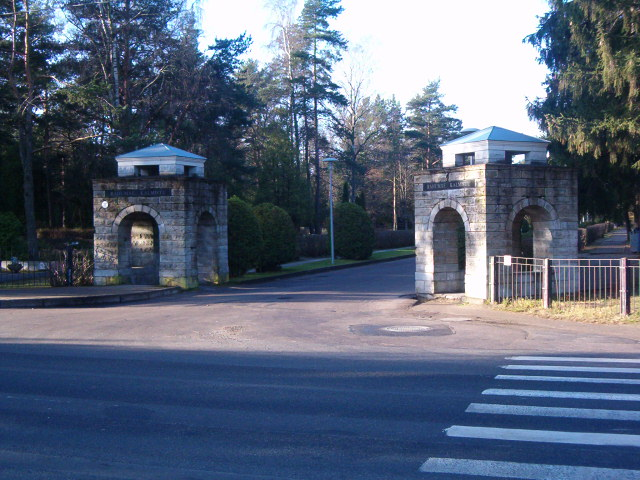
Hoofdingang van het kerkhof van Rahumäe

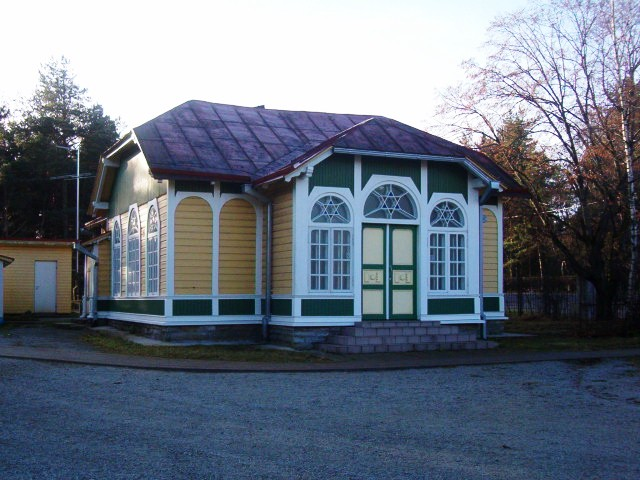
Kapel op het joodse kerkhof

Tot het eind van de 19e eeuw bestond het gebied voornamelijk uit bos. Rond de eeuwwisseling begon men met de aanleg van een begraafplaats, die de naam Vredesberg (Estisch: Rahumäe) kreeg. Het kerkhof werd ingewijd op 7 november 1903. Momenteel is het met 29 hectare een van de grootste kerkhoven van Estland. De naam Rahumäe ging in de loop der jaren over op de hele wijk. In de volksmond heet de wijk ook wel Surnute linn (‘Dodenstad’).
Het kerkhof trok ook industrie aan, aanvankelijk bedrijven die zich met de bewerking van steen bezighielden. Daaronder valt ook Silikaat van O. Amberg, dat vroeger op het terrein van de aangrenzende wijk Järve lag. Later vestigden zich in Rahumäe ook andere industrieën, zoals drukkerijen. Rond 1920 begon de bouw van huizen in de wijk.
Järve Keskus, een van de grootste winkelcentra van Tallinn, ligt in Rahumäe, hoewel de naam anders doet vermoeden.
In Rahumäe is het Eesti Muusikaõpetajate Liit (‘Estisch Genootschap voor Muzikale Opvoeding’) gevestigd, dat ondersteuning biedt aan muziekleraren. Er is ook een centrum voor het Tibetaanse boeddhisme, de Tiibeti Budismi Nyingma Eesti Kogudus.

## Het kerkhof van Rahumäe
Het kerkhof in de wijk werd aangelegd omdat op de kerkhoven dichter bij de binnenstad van Tallinn plaatsgebrek dreigde te ontstaan. De gemeenten van de kerk van Sint-Jan-Evangelist, de Karelskerk, de Heilige Geestkerk en de baptistische kerk verdeelden de grond onder elkaar. In 1919 en 1928 werd het terrein uitgebreid. In 1926 kregen de omgekomen brandweerlieden van Tallinn een eigen stuk. Er waren ook aparte delen gereserveerd voor de Zweedstalige inwoners van Tallinn en de armen die geen begrafenis konden betalen. Al in de jaren dertig van de 20e eeuw lagen hier meer dan 30.000 mensen begraven.
In de loop der jaren zijn op het kerkhof een aantal kapellen gebouwd. Die van de gemeente van de Karelskerk vertoont met zijn twee torens een treffende gelijkenis met de kerk zelf. Ze is gebouwd in 1913. De kapel van de gemeente van de Heiligegeestkerk uit 1932 is eenvoudig gehouden en geïnspireerd door het functionalisme.
Veel grafmonumenten hebben grote artistieke waarde. Soms zijn ze ontworpen door bekende kunstenaars. Veel bekende persoonlijkheden zijn op Rahumäe begraven. Een van hen is de schrijver Jaan Kross. Er is een collectief graf met een monument van de hand van Juhan Raudsepp voor de slachtoffers van de Revolutie van 1905. Er is ook een collectief graf voor zeven politiemensen en militairen die bij de communistische couppoging van 1 december 1924 om het leven zijn gekomen.
Sinds 1940 staat het kerkhof onder toezicht van de Estische staat.

## Het joodse kerkhof
Aan de oostkant van het algemene kerkhof en daar direct naast ligt het joodse kerkhof (Estisch: Juudi kalmistu). Het werd geopend in 1909. Men vindt hier grafstenen met Hebreeuwse, Jiddische, Duitse en Russische opschriften. De houten kapel op het terrein dateert uit 1911.
In 1970 werd op het kerkhof een monument voor de slachtoffers van de Duitse bezetting van Estland  (1941–1944) opgericht. Van de kleine joodse gemeenschap in Estland is ongeveer een kwart (1.000 mensen) door de Duitse nazi's omgebracht. De rest was tijdig ontkomen naar andere delen van de Sovjet-Unie. Maar de nazi's haalden ook joden uit andere delen van Europa naar Estland om ze daar tewerk te stellen en later te vermoorden. In de 22 Duitse concentratiekampen in Estland zijn 10.000 joden uit Midden- en Oost-Europa vermoord. Het monument is een twee meter hoge afgeknotte piramide met een boodschap aan de ‘slachtoffers van het fascisme’, in het Russisch en het Hebreeuws.

## Vervoer
De wijk heeft een aantal grote doorgaande wegen. De Rahumäe tee loopt over het terrein van het kerkhof en komt uit bij het station van de wijk. De Pärnu maantee loopt oost-west en komt ook langs het station. In het zuiden van de wijk loopt de Vabaduse puiestee, die uitkomt op de Männiku tee. Die weg vormt vanaf het punt waar beide wegen samenkomen, de grens met de wijk Liiva.
Het station van Rahumäe ligt aan de Spoorlijn Tallinn - Paldiski. Het werd geopend in 1926 en wordt bediend door Elron. Verder komt een aantal buslijnen door de wijk.